# Blanche Ring
Blanche Ring (Boston, 24 aprile 1871 – Santa Monica, 13 gennaio 1961) è stata una cantante e attrice statunitense del teatro musicale.

## Filmografia
- The Yankee Girl, regia di Jack J. Clark (1915)
- It's the Old Army Game, regia di A. Edward Sutherland (1926)
- Se fosse a modo mio (If I Had My Way), regia di David Butler (1940)
- Having Wonderful Crime, regia di A. Edward Sutherland (1945)